# Osmanabad (Iran)
Osmanabad (pers. عثمان اباد) – wieś w Iranie, w ostanie Golestan. W 2006 roku miejscowość liczyła 315 mieszkańców w 62 rodzinach.